# Abigail Jaye
Abigail Jaye (* 1979 in Chichester) ist eine britische Musicalsängerin. 2010 bis 2011 tourte sie als Eva Perón im Musical Evita durch Europa.

## Biografie
Abigail Jaye wurde per Stipendium an der Mountview Academy ausgebildet, wo sie 2003 sie die Abschlussprüfung bestand.
Bei Radio2's Friday Night Music Night der BBC teilte sie die Bühne mit Aled Jones beim Song Any Dream Will Do. Außerdem war sie in Blue Peter und Children in Need im Fernsehen zu sehen, zuletzt als Lois Garvey in Hollyoaks.

## Theaterstücke, in denen sie spielte
- „Dr. Dolittle“ als Emma Fairfax
- „Eurobeat“ als Miss Iceland
- „Scrooge“ als Isabel
- „Joseph and his Amazing Technicoloured Dreamcoat“ als Narrator
- „Grease“ als Jan
- „Floradora“ als Angela
- „Evita“ als Eva Perón